# Chambre des magnats
La Chambre des Magnats (Főrendiház en hongrois) était la chambre haute de la Diète de Hongrie. Elle exista officiellement de 1867 à 1918 puis de 1927 à 1945.

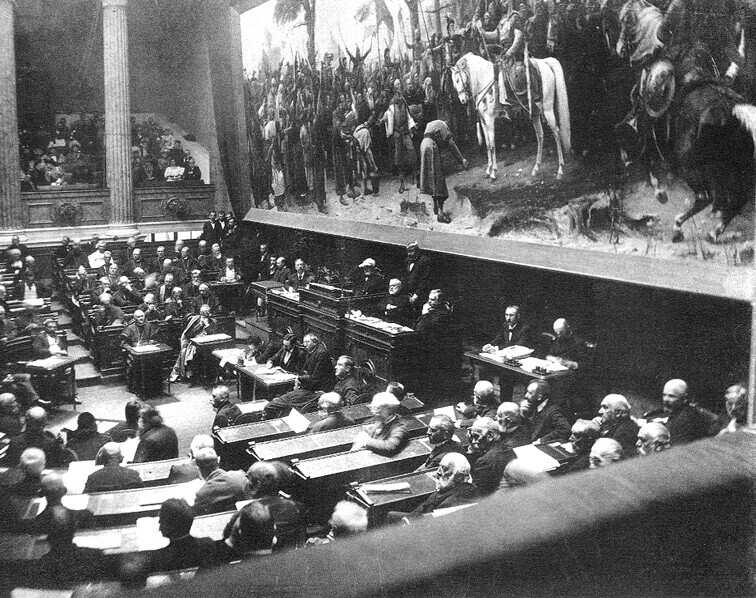
Session de la Chambre des Magnats en 1894

Elle était composée de membres héréditaires de la haute noblesse hongroise, d'ecclésiastiques et de députés de régions autonomes. Son nombre de membres n'était pas fixe. En 1904, elle se composait ainsi :
- Princes majeurs de la maison royale : 16
- Pairs héréditaires qui paient un minimum de 3 000 florins d'impôt foncier par an : 237
- Hauts dignitaires des Églises catholique et orthodoxe : 42
- Représentants des confessions protestantes : 13
- Pairs nommés à vie par la Couronne, ne dépassant pas 50, et pairs élus à vie par la Chambre elle-même : 73
- Divers dignitaires de l'État et de hauts magistrats : 19
- Trois délégués de Croatie-Slavonie